# Ptolemaios (Sohn des Andromachos)
Ptolemaios (altgriechisch Πτολεμαίος Ptolemaíos), Sohn des Andromachos, amtierte im Jahr 251/250 v. Chr. als eponymer Priester des Alexander und der „Geschwistergöttin“ in Ägypten.
In der Geschichtsforschung besteht Uneinigkeit ob der Identifizierung des Alexanderpriesters mit der Person des Ptolemaios Andromachou, der wahrscheinlich ein unehelicher Sohn des Königs Ptolemaios II. gewesen war. So plädieren unter anderem Fraser, Buraselis und Ravazzolo für eine Identität der beiden Personen. Nach ihnen war seine Mutter Bilistiche, eine bekannte Geliebte des Ptolemaios II., die aber tatsächlich mit einem Mann namens Andromachos verheiratet gewesen sei. Diese Bilistiche soll auch identisch mit jener namensgleichen Tochter des Philo gewesen sein, die 251/250 v. Chr. als „Korbträgerin“ (kanephoros) der „Geschwistergöttin“ (Arsinoë II.) amtiert hat, also im selben Jahr wie Ptolemaios, Sohn des Andromachos. 
Werner Huß und Marc Domingo Gygax hingegen trennen, wenn auch in unterschiedlichen Erklärungsansätzen, den Alexanderpriester von Ptolemaios Andromachou.